# José Espinosa y Tello
José Espinosa et Tello, né le 25 mars 1763 à Séville et mort le 8 septembre 1815 à Madrid, est un marin, cartographe et astronome sévillan.

## Biographie
José Espinosa et Tello naît le 25 mars 1763 à Séville. Ses parents, qui font partie de la noblesse, sont Miguel de Espinosa Maldonado Saavedra, deuxième comte de El Águila, de l'Ordre de Santiago, maire de la ville de Séville et provincial de la Sainte-Confrérie de sa terre et de sa province, et Isabel María Tello de Guzmán Portugal Fernández de Santillán, marquise de Paradas et de La Sauceda. Marin et astronome de Séville, il travaille à l'observatoire de Cadix et dresse, en collaboration avec Vicente Tofiño, la carte des côtes de l'Espagne. En 1790, il se joint à l'expédition d'Alessandro Malaspina à Acapulco et, en compagnie de Felip Bauçà Canyes, traverse le Chili et la région du Río de la Plata, où il réalise diverses études et observations scientifiques.
Avec Cayetano Valdés et Dionisio Alcalá Galiano, il participe à l'expédition à Nutka. En 1794, il retourne en Espagne, où il est nommé assistant de Jose de Mazarredo y Salazar. À partir de 1797, il est secrétaire de la direction générale de la marine et chef de la direction hydrographique, et après l'invasion napoléonienne, il est envoyé à Londres pour diriger la compilation et l'impression des cartes marines. Il prend la direction du Depósito Hidrográfico à son retour à Madrid.